# Atiba
Atiba é uma Área de governo local no estado de Oió, Nigéria. Sua sede está na cidade de Ofa Mefa.
Tem uma área de 1.757 km² e uma população de 168.246 pelo recenseamento de 2006.
O código postal da área é 203.